# Leaf (rivière)
Pour les articles homonymes, voir Leaf.
La Leaf est une rivière de l'État du Mississippi dans le Sud des États-Unis.
Elle prend sa source dans la forêt nationale de Bienville dans le Sud-Ouest du Comté de Scott.
Après un parcours de 290 km, elle conflue avec la Chickasawhay pour former la Pascagoula qui se jette dans le Golfe du Mexique.

## Source
- (en) Cet article est partiellement ou en totalité issu de l’article de Wikipédia en anglais intitulé « Leaf River (Mississippi) » (voir la liste des auteurs).